# The Crazy Crazy World of Mr. Rubik
The Crazy Crazy World of Mr. Rubik è un progetto di musica sperimentale nato da Matteo Dicembrio, Stefano Orzes e Gabriele Ciampichetti, formatosi a Bologna nel 2009.

## Storia
Il primo album della formazione bolognese, intitolato “Are you Crazy or Crazy Crazy?”, viene pubblicato nel 2010 per Locomotiv Records. La band fa del live ben presto la sua attività principale, sostenendo oltre 120 concerti in tutta Italia in poco più di un anno.
Dopo un periodo di pausa dedicato al loro side project Eveline sostenuto da un lungo tour europeo ed alcuni opening importanti a band del calibro di Battles (link Battles), Dirty Three (link Dirty Three) e Mono (link Mono), la band torna in studio per comporre il suo secondo album.
“Urna Elettorale (The Crazy Crazy Crisi)” è il titolo del disco, realizzato sempre per Locomotiv Records, con la collaborazione di Woodworm e Tirreno Dischi.
Qui la sperimentazione al limite del prog del loro primo album lascia spazio ad un'attitudine anarchica che mira a fondere l'elettronica al rock, il punk alla musica etnica africana e sudamericana. Le linee vocali utilizzate mescolano parole e vocalizzi, a differenza delle derive teatrali che avevano contraddistinto il loro primo lavoro.
Le tematiche affrontate nell'album sono scorci dell'Italia all'epoca della crisi, il tentativo di descrivere il presente nella sua bolla di sfiducia nelle istituzioni e nel futuro.

## Formazione
- Stefano Orzes – batteria
- Gabriele Ciampichetti – chitarra elettrica, suoni, basso elettrico, voce
- Matteo Dicembrio – voce, suoni  e sintetizzatore

## Discografia
- 2010 – Are You Crazy or Crazy Crazy? (Locomotiv Records/Audioglobe)
- 2013 – Urna Elettorale (Locomotiv Records/Audioglobe)